# 千石 (江東區)
千石（日语：／ Sengoku */?）是東京都江東區的地名。郵遞區號為135-0015。

## 地理
東京都江東區中央，屬深川地域內。北接石島、千田及海邊，東鄰南砂，南連東陽，西通平野。町域西邊是橫十間川，南邊有仙台堀川，西邊為大橫川，中央有兩條南北向大道通過。西側起為千石一丁目、二丁目，東側為三丁目。

## 歷史
1891年（明治24年）千田新田成立深川千田町，石島町合併周邊耕地。1911年（明治44年）去除深川冠稱，為千田町、石島町。1936年（昭和11年）千田町與石島町各一部分合併成立千石町。1947年（昭和22年）江東區成立，為深川千石町。1968年（昭和43年）深川石島町一部分編入，為現行的千石。

### 地名由來
1936年，千田町與石島町各一部分合併，以千田町與石島町的首字命名為千石町。
跟文京區的千石一樣與石高的「千石」無關。

## 交通

### 鐵路
千石內沒有鐵路車站。
- 東京地下鐵
  - 東西線東陽町站（東陽四丁目）

### 巴士
- 都營巴士
  - 四目通上 「千石二丁目」巴士站
    - 東22系統 錦糸町站 - 東陽町站 - 門前仲町 - 東京站丸之內北口
    - 錦22系統 錦糸町站 - 東陽町站 - 南砂町站入口 - 臨海車庫

  - 大門通上　「千石一丁目」巴士站
    - 錦13甲系統 錦糸町站 - 東陽一丁目 - 鹽濱二丁目 - 豐洲站 - 晴海埠頭
    - 錦13乙系統 錦糸町站 - 東陽一丁目 - 鹽濱二丁目 - 辰巳站 - 深川車庫

### 道路、橋梁
道路
- 都道
  - 東京都道465號深川吾嬬線（四目通）
- 一般道路
  - 大門通

橋梁
- 仙台堀川
  - 石住橋
  - 千田橋
  - 豐住橋
- 橫十間川
  - 千砂橋
- 大橫川
  - 三石橋
  - 福壽橋
  - 大榮橋

## 設施
教育
- 小學校
  - 江東區立川南小學校
- 中學校
  - 江東區立深川第四中學校
- 高等學校
  - 東京都立大江戶高等學校

公園
- 橫十間川親水公園

## 備註
1. ↑  江東区の世帯と人口（住民基本台帳による） 区民部区民課 平成25年8月1日現在[永久]
2. ↑  江東區の地名由来-江東區地域振興部文化観光課文化財係 （页面存档备份，存于），2012年5月30日閲覧。

## 外部連結
- 江東區官方網站（页面存档备份，存于）